# José Rogel Soriano
José Rogel Soriano (Oriola, 24 de desembre de 1829 – Cartagena, 25 de febrer de 1901) va ser un compositor valencià de sarsuela, principal representant del subgènere buf creat per l'empresari Francisco Arderius.

## Biografia
Va ser un infant prodigi, que als nou anys ja era capaç de compondre i instrumentar algunes obres. Mentre estudiava batxillerat va ser nomenat director de la Banda Popular d'Oriola. En la joventut es va traslladar a València per a cursar la carrera de dret, però on també va tenir l'oportunitat de perfeccionar els seus coneixements musicals de la mà de Pasqual Pérez, organista de la catedral. A València va romandre 6 anys i va iniciar-se en la composició d'obres religioses i profanes. Posteriorment es va traslladar Madrid a la recerca d'un major camp d'activitat musical. Inicialment es va dedicar a donar classes particulars de cant i piano i a fer reduccions d'obres alienes per a piano, algunes d'elles sarsueles.
L'any 1854 va estrenar al Teatro de la Zarzuela la seua primera obra, una Loa a la libertad. La seua primera sarsuela va ser Las garras del diablo. Però la trobada amb Francisco Arderius hauria de resultar determinant. Aquest empresari, impressionat per l'èxit i l'esplendor dels Bouffes parisencs, animats per la divertida ploma de Jacques Offenbach i les seues operetes va decidir formar una companyia a Madrid que seguira els esquemes del satíric gènere parisenc. L'any 1866 es van presentar la Compañia de los Bufos Madrileños amb una sèrie d'obres encapçalades per El joven Telémaco, de José Rogel. Aquesta obra, que va inaugurar el gènere buf a la sarsuela, ha quedat com a prototip dels seus elements constitutius: l'argument clàssic o mitològic amb referències a l'actualitat, el caràcter còmic i satíric i el luxe i complicació de l'escenografia. Es considera a Rogel com el principal compositor del gènere buf, gènere al que també altres compositors consagrats es van veure atrets pels importants guanys econòmics que proporcionava. La col·laboració de Rogel i Arderius va ser intensa. Rogel era un gran treballador, que va compondre gairebé un centenar de sarsueles. No obstant això, la seua identificació amb el gènere buf va provocar que, pocs anys després, la seua popularitat desapareguera engolida pel crepuscle del mateix gènere que l'havia enlairat.
L'any 1880 va fer una gira per Portugal per a presentar les seues obres.
Al final de la seua vida es va retirar a Cartagena, on va morir al febrer de 1901.

## Obres
(Llista no exhaustiva)
- 1856 Las garras del diablo - llibret: Enrique Pérez Escrich
- 1856 Santiaguillo - llibret: Enrique Pérez Escrich
- 1856 Colegiala y capitán
- 1856 Soy yo - llibret: Francisco de la Vega
- 1860 Recuerdos de gloria - llibret: Enrique Pérez Escrich
- 1861 Los peregrinos - llibret: Mariano Pina
- 1861 El que siembra recoge - llibret: Enrique Pérez Escrich
- 1866 El joven Telémaco - llibret: Enrique Pérez Escrich
- 1867 Las amazonas del Tormes - sarsuela bufa - llibret: Emilio Álvarez
- 1868 La isla de los portentos - sarsuela bufa
- 1869 Un casamiento republicano - sarsuela bufa
- 1869 Las tres Marías
- 1870 El rey Midas - llibret: Ricardo Puente
- 1871 Canto de ángeles - llibret: Ricardo Puente
- 1873 La Creación
- 1874 Don Pompeyo en Carnaval
- 1875 El cuento de hadas - llibret: Luis Mariano de Larra
- 1877 Los órganos de Móstoles
- 1879 La vuelta al mundo - sarsuela bufa en quatre actes - en col·laboració amb Francisco Asenjo Barbieri - llibret: Luis Mariano de Larra